# Musée national du Botswana
Le musée national du Botswana, également connu sous le nom de musée national et galerie d'art (en tswana : Mabolokelo a ditso a lefatshe la Botswana, en anglais : Botswana National Museum) est un musée situé au centre de Gaborone, la capitale du Botswana. C'est une institution pluridisciplinaire qui réunit la Galerie d’art nationale, la
Bibliothèque nationale, la Galerie octogonale ainsi que le Jardin botanique.
Le musée national du Botswana participe aussi à la préservation de Tsodilo, premier site botswanien inscrit sur la liste du Patrimoine mondial de l’UNESCO. Il gère en outre Tsholofelo Park, où se trouve désormais la sépulture du « Nègre de Banyoles », El Negro – de fait un homme noir empaillé au milieu du XIXe siècle –, dont la dépouille a été restituée par le musée Darder de Banyoles (Catalogne).

## Histoire
Le musée fut créé en 1967 par une loi du Parlement, soit un an après l'indépendance du Botswana, et a officiellement ouvert ses portes en 1968.
Selon une étude de 1995, c'était alors l'un des rares musées africains à proposer un récit complet de l'histoire de son pays.
Un jardin botanique a été créé en novembre 2007. L'année 2008 a donné lieu à des manifestations liées au 40e anniversaire de l'institution.

## Collections
Le musée a pour ambition de valoriser l'héritage naturel et culturel du pays, notamment la faune, la flore, les peuples et l'artisanat traditionnel. Il cherche aussi à promouvoir les créations contemporaines des artistes locaux.

## Communication
L'éloignement et la dispersion des populations rurales les privant de toute possibilité de fréquenter une institution avant tout urbaine, le musée a mis en place une série de démarches pour pallier cette difficulté. Il se déplace dans les campagnes et publie un périodique, The Zebra's Voice – le zèbre étant l'emblème du musée –, largement diffusé auprès des autorités locales, des écoles, des services et des particuliers. Intitulée « Adoptez un monument », une nouvelle action a été lancée en 2008. Il s'agit d'encourager le monde des affaires, les organisations non gouvernementales (ONG) et les particuliers à s'impliquer activement dans la gestion des sites patrimoniaux. Une levée de fonds a également été organisée en proposant aux visiteurs de devenir Amis de la société du musée.